# ジャック・シャルル
ジャック・アレクサンドル・セザール・シャルル（Jacques Alexandre César Charles, 1746年11月12日 - 1823年4月7日）はフランスの発明家、物理学者、数学者、気球乗り。1783年8月、ロベール兄弟と共に世界で初めて水素を詰めた（有人）気球での飛行に成功。同年12月には有人気球で高度約1,800フィート（550メートル）まで昇った。モンゴルフィエ兄弟の熱気球に対して、シャルルのガス気球は Charlière と呼ばれた。
シャルルの法則は気体を熱したときの膨張の仕方を示したもので、ジョセフ・ルイ・ゲイ＝リュサックが1802年に定式化したが、ゲイ＝リュサックは公表されていないジャック・シャルルの業績を参照してシャルルの法則と名付けた。
1793年、科学アカデミー会員に選ばれ、間もなくフランス国立工芸院の物理学教授となった。

## 水素気球

### 世界初の水素気球

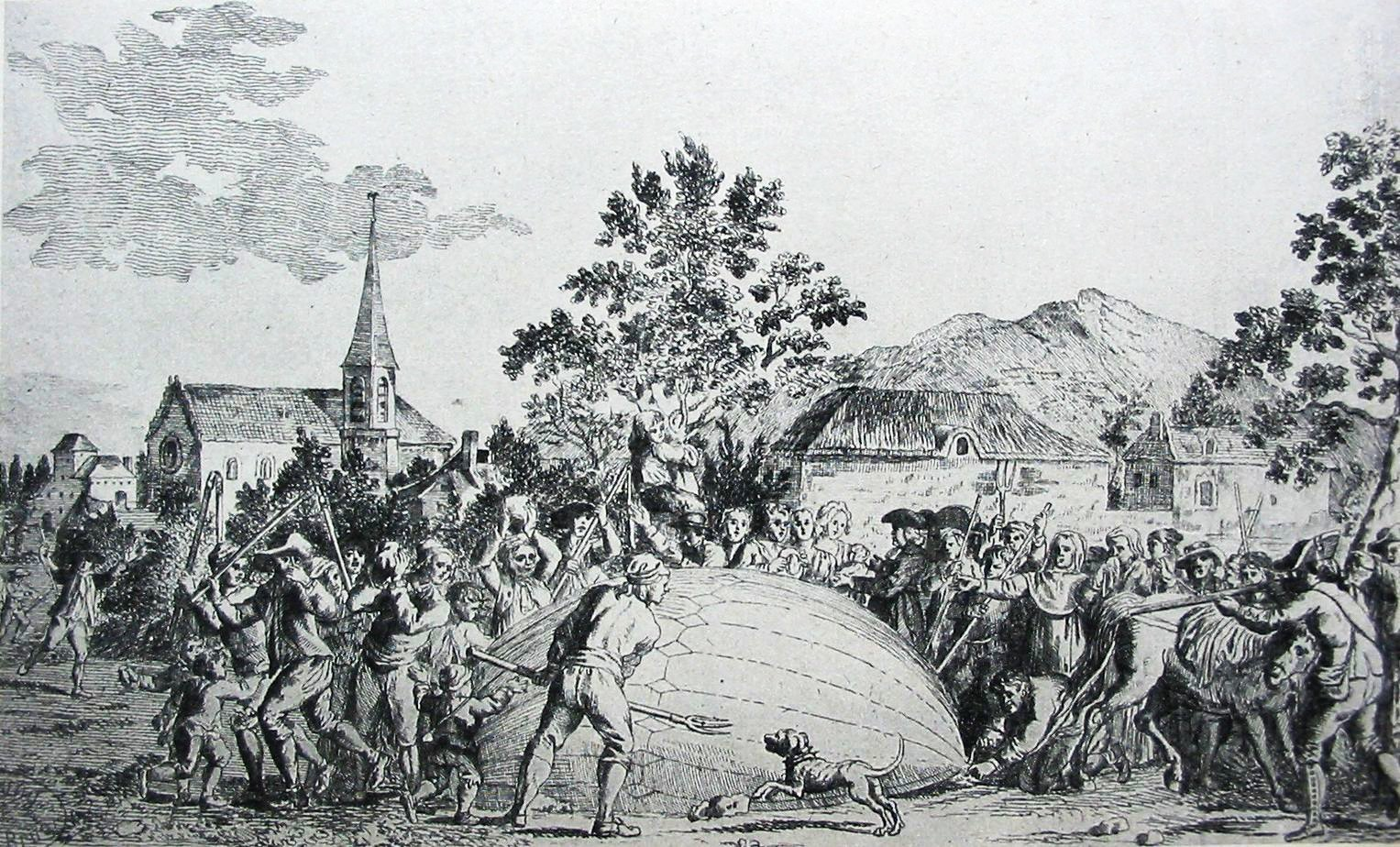
ゴネスの村人たちが気球を恐れ、ジャック・シャルルとロベール兄弟が作った気球を襲撃する様子

約100年前の1662年にロバート・ボイルが発表した「ボイルの法則」や同時代のヘンリー・キャヴェンディッシュやジョゼフ・ブラックらの業績を学んだシャルルは、水素が気球を持ち上げるのに適していると考えた。彼は乗り物を設計し、ロベール兄弟に製作を依頼。彼らはパリのヴィクトワール広場にあった工房で気球を作り始めた。軽くてガスが漏れない気球を作るため、彼らはゴムをテレピン油に溶かし、絹のシートにそれを塗ったものを縫いあわせるという製法を考案した。もともとの絹布は赤と白だったが、ゴムを塗ったことで赤と黄色になった。
1783年8月27日、シャルルとロベール兄弟はシャン・ド・マルス公園（現在はエッフェル塔が建っている）で世界初の水素入り気球の飛行試験を行った。観衆の中には当時77歳のベンジャミン・フランクリンもいた。このときの気球は径が約4mで体積33m3と小さく、9kg程度の荷重しか持ち上げられなかった。気球に詰める水素は、0.25トンの硫酸を0.5トンの鉄くずに注いで発生させた。そうして発生した水素を鉛の管を通して気球に詰めた。しかし、水素を一旦水に通して冷やすという工程を省いたため、熱い水素が気球に入れられてから冷却されて収縮したため、気球を膨らませるのに苦労した。気球が膨らんでいく様子は毎日告知され、26日には大勢の観衆がヴィクトワール広場に集まっていた。このためシャン・ド・マルス公園への運搬は深夜に行われた。
気球は北方に漂っていき、馬に乗った人々がそれを追跡した。すると45分後に21km離れたゴネスに着陸した。ゴネスの村人は落ちてきた気球を恐れ、熊手やナイフでそれを引き裂いてしまった。なお、このプロジェクトの資金は Barthelemy Faujas de Saint-Fond が寄付を募って集めた。

### 世界初の有人水素気球飛行

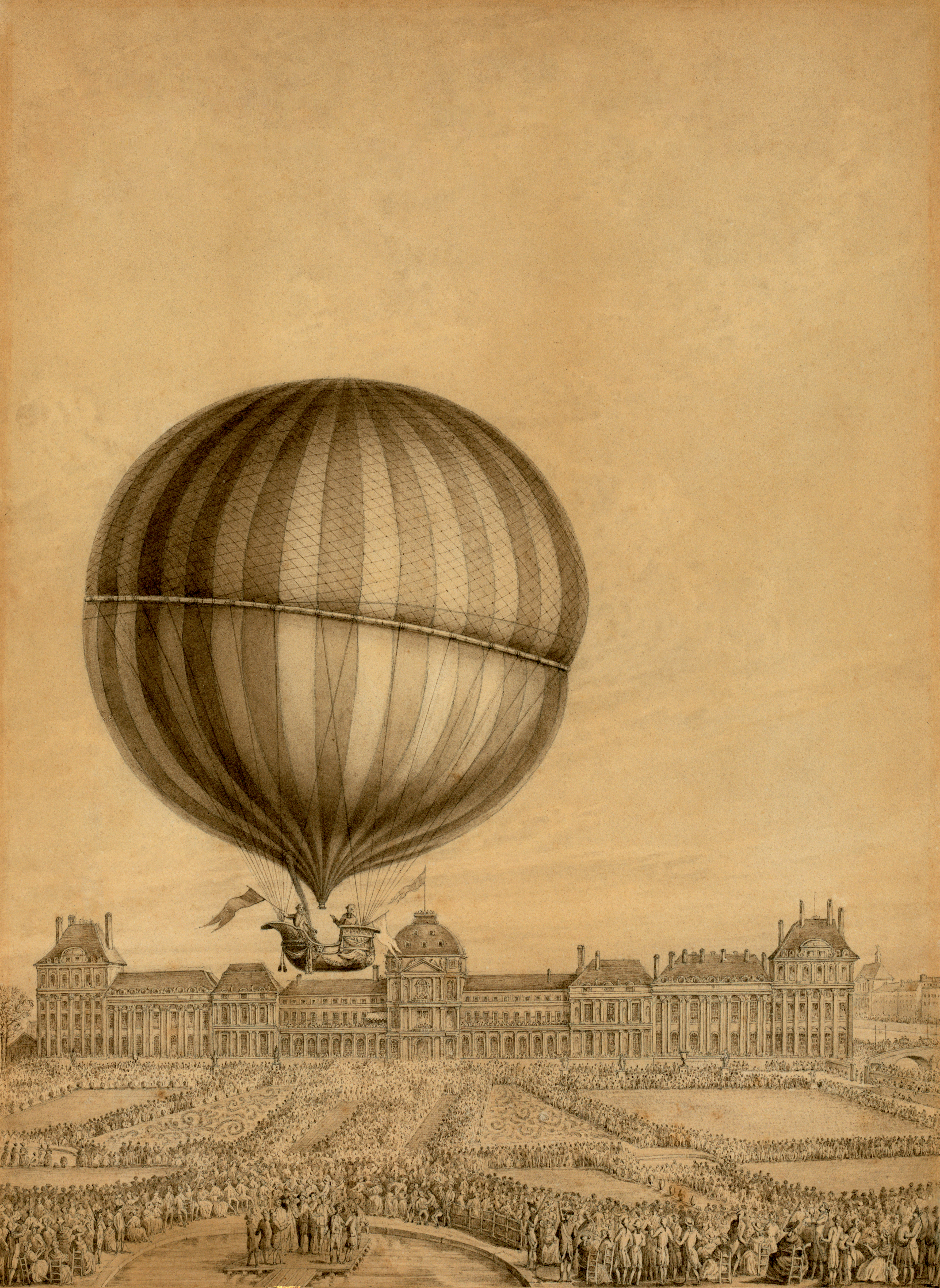
ジャック・シャルルとニコラ＝ルイ・ロベールの1783年12月1日の初飛行の様子を描いた同時代のイラスト。コンコルド広場からテュイルリー宮殿（1871年破壊）を見たもの

1783年12月1日13時45分、シャルルとロベール兄弟はパリのテュイルリー宮殿で新たな有人気球の初飛行を行った。モンゴルフィエ兄弟の熱気球での有人飛行の成功の10日ほど後である。380m3の水素気球で、シャルルとニコラ＝ルイ・ロベールが搭乗した。気嚢には水素放出用バルブがあり、それに網が被せられていて、その網で人間が乗り込むバスケットを吊るす構造である。高度を調整するバラストとして砂を詰めた袋を使った。高度約1,800フィート（550メートル）まで上昇し、日没ごろにネル＝ラ＝ヴァレに着陸するまでの2時間5分で36kmを飛行した。ルイ・フィリップ2世が率いた一団が馬で気球を追いかけ、シャルルとロベールが気球から降りる際には、気球が再び浮かないよう押さえつけたという。
シャルルはその場で気球で再び飛行することを決めたが、水素ガスを一部失っていたため単独で乗り込むことにした。すると気球は急上昇して約3,000メートルの高度に達し、没したはずの太陽が再び見えたという。耳が痛くなってきたため、シャルルはバルブを操作して水素ガスを放出し、約3km離れたトゥール・デュ・レイに静かに着陸した。それ以降シャルルが気球に乗ることはなかったが、水素ガス気球はシャルルの栄誉を称えて Charlière と呼ばれるようになった。
この初飛行を見た観衆は40万人に達したと言われている。プロジェクト資金集めの募金に応じた数百人は特等席で離陸を見物した。その特等席にはアメリカ合衆国大使だったベンジャミン・フランクリンもいた。また、シャルルは尊敬するジョセフ・モンゴルフィエを招待し、上空の風を調べるための小さな気球をモンゴルフィエに放ってもらった。

### その後

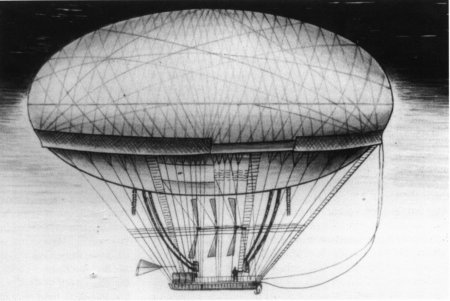
ムーニエの飛行船

シャルルとロベール兄弟の次のプロジェクトは、ジャン＝バティスト・ムーニエが提案したやや長い気球に操縦機構をつけた飛行船の原形に基づいたものだった。設計はムーニエの考案した空気房を採用し、一種の推進機構と舵を備えていた。
シャルル自身はこれには搭乗しなかった。1784年7月15日、ロベール兄弟が M. Collin-Hullin とルイ・フィリップ2世を同乗させ、サン＝クルーからムードンまで45分間の飛行を行った。しかし、推進機構と舵は役に立たず、ガス放出用バルブを備えていなかったため、高度約4500メートルに達したころ気球が破裂しそうになり、ルイ・フィリップ2世が気嚢を切り裂いてガスを放出させた。
1784年9月19日、ロベール兄弟と M. Collin-Hullin は6時間40分の飛行を行い、パリからベテューヌ近郊のバーヴリーまでの186kmの飛行に成功した。これが航続距離100kmを越えた最初の飛行である。
水素気球は熱気球に比べて効率的だったため、間もなく取って代わった。1785年6月15日にピラトール・ド・ロジェが熱気球と水素気球の複合気球によるドーバー海峡横断に挑んだが引火爆発による事故で死亡、史上初の航空事故となった（もちろん、当時複合気球での火気の使用は危険だとシャルルは警告したが、ロジェは無視した）。現在では、水素気球は水素の引火爆発の危険性から製造はほとんど行われておらず、引火爆発の危険性の無いヘリウム気球に取って代わられている。

## 発明
シャルルは次のような発明をしている。
- 気球からガスを放出するバルブ
- 液体比重計（浮秤）
- 反射式角度計
- ウィレム・スフラーフェサンデのヘリオスタットの改良
- ガブリエル・ファーレンハイトの気量計の改良

また、シャルルはベンジャミン・フランクリンの電気についての実験を確認している。

## シャルルの法則
シャルルの法則は、気体を熱したときの膨張の程度を説明したもので、1802年にジョセフ・ルイ・ゲイ＝リュサックが発表したが、彼はジャック・シャルルの未公表の成果を参照して法則名にシャルルの名を冠した。
1787年ごろ、シャルルは5つの風船にそれぞれ異なる気体を詰める実験を行った。風船の温度を80℃まで上げてみたところ、どの風船も同じ大きさまで膨張した。ゲイ＝リュサックは1802年の論文でこの実験に言及し、気体における体積と温度の正確な関係を明らかにした。シャルルの法則は、定圧下では理想気体の体積が絶対温度に比例するというものである。すなわち圧力が一定のとき、気体の体積はその絶対温度に比例して増大する。彼が示した式は、V1/T1 = V2/T2 である。

## 私生活
サントル地域圏、ロワレ県のボージャンシーに生まれる。自分より37歳も若い Julie Françoise Bouchaud des Hérettes (1784–1817) と結婚。詩人のアルフォンス・ド・ラマルティーヌが彼女と恋に落ちたといわれている。ラマルティーヌの『瞑想詩集』(1820) の発想の元になったのは彼女との出会いと死別だという。シャルルは妻より長生きし、1823年にパリで死去した。

## 記念碑
ネル＝ラ＝ヴァレにシャルルとロベールの1783年12月1日の初飛行を記念した石碑がある。